# Rue Dupont-des-Loges
Rue Dupont-des-Loges är en gata i Quartier du Gros-Caillou i Paris sjunde arrondissement. Gatan är uppkallad efter den romersk-katolske biskopen och politikern Paul Dupont des Loges (1804–1886). Rue Dupont-des-Loges börjar vid Place Edwige-Feuillère och slutar vid Avenue Bosquet 16 ter och Rue Saint-Dominique 106.

## Omgivningar
- Saint-Pierre-du-Gros-Caillou
- Passage de la Vierge
- Square Sédillot
- Avenue Bosquet
- Rue Pierre-Villey
- Passage Landrieu
- Rue Edmond-Valentin

## Bilder
| - Gatuskylt. - Saint-Pierre-du-Gros-Caillou. |

## Kommunikationer
- Tunnelbana – linje  – Alma – Marceau
- Tunnelbana – linje  – École Militaire
- Busshållplats Bosquet – Saint-Dominique – Paris bussnät

### Webbkällor
- ”Rue Dupont-des-Loges”. Mairie de Paris. https://web.archive.org/web/20160303222435/http://www.v2asp.paris.fr/commun/v2asp/v2/nomenclature_voies/Voieactu/3044.nom.htm. Läst 4 november 2023.
- ”Rue Dupont-des-Loges (7ème arrondissement)”. Les rues de Paris. https://web.archive.org/web/20160409061529/http://www.parisrues.com/rues07/paris-07-rue-dupont-des-loges.html. Läst 4 november 2023.